# أرمين روده
أرمين روده (بالألمانية: Armin Rohde) (و. 1955 – م) هو ممثل من ألمانيا . ولد في غلادبيك.

## التعليم
تعلم في Folkwang University of the Arts ‏

## جوائز
حصل على جوائز منها:
- جائزة جريم [الإنجليزية]‏ (2004).

## روابط خارجية
- أرمين روده على موقع IMDb (الإنجليزية)
- أرمين روده على موقع مونزينجر (الألمانية)
- أرمين روده على موقع ألو سيني (الفرنسية)
- أرمين روده على موقع ميوزك برينز (الإنجليزية)
- أرمين روده على موقع أول موفي (الإنجليزية)
- أرمين روده على موقع قاعدة بيانات الأفلام السويدية (السويدية)
- أرمين روده على موقع ديسكوغز (الإنجليزية)
- أرمين روده على موقع قاعدة بيانات الفيلم (الإنجليزية)
- أرمين روده على موقع كينوبويسك (الروسية)